# Puerto de Peña Aguda
El puerto de Peña Aguda o puerto El Palo es un puerto de montaña ubicado en la provincia de León, en la comarca de La Cabrera (Castilla y León, España). Conecta la Cabrera Baja con la Cabrera Alta por la carretera LE-191-19. Se sitúa en las proximidades del pueblo de Corporales, a 1257 m de altitud.